# Líðarnøva
Líðarnøva er en bjergkæde ovenfor bygden Sørvágur på Vágar i det vestlige Færøerne. Varden Norðurvarði ligger på dens højeste top.